# Horseshoe Bend (Idaho)
Horseshoe Bend es una ciudad ubicada en el condado de Boise en el estado estadounidense de Idaho. En el año 2010 tenía una población de 707 habitantes y una densidad poblacional de 441,88 personas por km². Se encuentra sobre el curso medio del río Payette, afluente del río Snake, a su vez, afluente del Columbia.

## Geografía

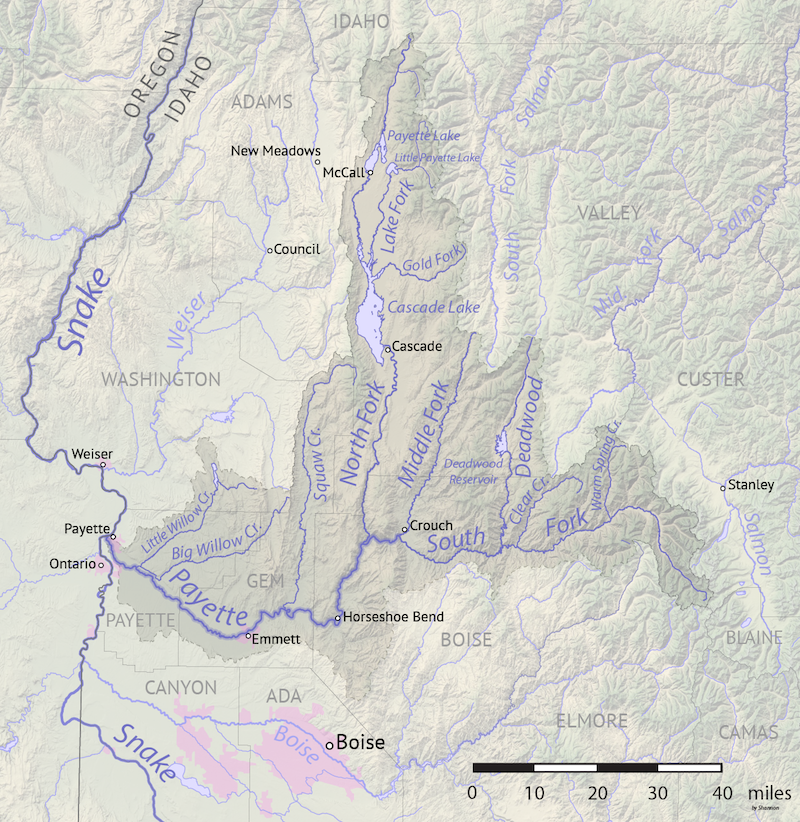
Mapa del río Payette donde se observa Horseshoe Bend en su curso medio

Horseshoe Bend se encuentra ubicado en las coordenadas 43°54′46″N 116°11′57″O / 43.91278, -116.19917. Según la Oficina del Censo, la localidad tiene un área total de 1,6 km² (0,6 mi²), de la cual 1,6 km² (0,6 mi²) es tierra y 0 km² (0 mi²) (0.0%) es agua.

## Demografía
En el 2000 la renta per cápita promedia del hogar era de $32,125, y el ingreso promedio para una familia era de $35,882. En 2000 los hombres tenían un ingreso per cápita de $29,583 contra $24,063 para las mujeres. El ingreso per cápita para la localidad era de $12,486. Alrededor del 19.5% de la población estaba bajo el umbral de pobreza nacional.